# Inoke Afeaki
Inoke Afeaki (ur. 12 lipca 1973 w Tofoa na Tongatapu) – tongański rugbysta podczas kariery sportowej grający w drugiej i trzeciej linii młyna, kapitan reprezentacji kraju, uczestnik trzech Pucharów Świata, następnie trener.

## Kariera klubowa
Urodzony na Tongatapu Inoke Afeaki przeprowadził się do Nowej Zelandii w wieku trzech lat i wychowywał się w Petone, dzielnicy Lower Hutt. W 1992 roku reprezentował Wellington w kategorii U21 i w tym samym roku związał się z Petone Rugby Club, występował w nim do roku 1999 odnosząc triumfy w lokalnych rozgrywkach Wellington Rugby Football Union. Rok później dostał się do seniorskiego składu Wellington Lions, a w 1996 roku został dodatkowo wytypowany do zespołu Hurricanes na inauguracyjny sezon Super 12. Tuż po nim wyjechał do Japonii, gdzie przez trzy sezony bronił barw Ricoh Black Rams. Ponownie dla Wellington grał już od 1998 roku i zwyciężył z nią w rozgrywkach National Provincial Championship w sezonie 2000. W latach 1999–2001 występował także dla Hurricanes.
Chcąc przygotować się do Pucharu Świata 2003 nie przedłużył kontraktu z Hurricanes i ponownie wyjechał do Japonii, gdzie związał się z zespołem Secom Rugguts. Pojawił się także w barwach włoskiego Rugby Viadana.
W 2005 roku podpisał dwuletni kontrakt z walijskim Llanelli Scarlets i w 54 meczach dla tego zespołu zdobył cztery przyłożenia, a największymi sukcesami było dotarcie do półfinału Puchara Heinekena sezonu 2006/2007 oraz finału Anglo-Welsh Cup (2005/2006). W tym samym czasie w lokalnych rozgrywkach związany był z Llandovery RFC, w barwach którego zagrał w jednym meczu.
W czerwcu 2007 roku przeniósł się do francuskiego klubu FC Grenoble, zaś dwa lata później trafił do występującego w Fédérale 1 CASE Loire Sud Rugby, z którym awansował do Pro D2 pierwszy raz w historii klubu, pełniąc również rolę kapitana. W kolejnym sezonie posiadając jedynie amatorską licencję zagrał tylko w trzech spotkaniach, a w styczniu 2011 roku zakończył karierę zawodniczą i powrócił do Nowej Zelandii.

## Kariera reprezentacyjna
W reprezentacji Tonga zadebiutował przeciw Francuzom podczas odbywającego się w RPA Pucharu Świata 1995.
W 2001 roku pełnił rolę kapitana podczas wyprawy na Wyspy Brytyjskie. Wraz z bratem Stanleyem i kuzynem Vikilani znalazł się w składzie na Puchar Świata w Rugby 2003, podczas którego Tongijczycy rozegrali cztery mecze w czternaście dni. Sam zawodnik, pełniący nadal rolę kapitana, w pierwszym meczu z Włochami doznał kontuzji, opuścił dwa kolejne, lecz powrócił na kończącą ich turniej potyczkę z Kanadą.
W następnym sezonie początkowo nie zyskał uznania nowego szkoleniowca kadry, Viliame Ofahengaue, powrócił do niej jednak z uwagi na kontuzje innych graczy. Oddał tym samym opaskę kapitana Tongijczyków Aleki Lutui – trener Pacific Islanders, John Boe, powierzył mu jednak tę rolę podczas pierwszego tournée tej drużyny. Wspólny zespół złożony z graczy pochodzących z Fidżi, Tonga i Samoa rozegrał wówczas spotkania z Wallabies, All Blacks i Springboks, a Afeaki zagrał we wszystkich trzech testmeczach.
Po raz trzeci na Pucharze Świata pojawił się w 2007, wystąpił wówczas w trzech spotkaniach, łącznie zaś na turnieju tej rangi zagrał ośmiokrotnie.
W marcu 2006 roku wystąpił w składzie Barbarians, grał także w rugby 7, za jedno z najlepszych sportowych wspomnień uznając zdobycie przyłożenia przeciwko Fidżyjczykom.

## Trener
Jeszcze w CASE był członkiem sztabu szkoleniowego odpowiedzialnym za analizy wideo. Po przybyciu do Nowej Zelandii został koordynatorem trenerskim w Wellington Rugby Football Union, a następnie szkoleniowcem w Poneke Football Club, początkowo drużyn juniorskich, a następnie seniorskich.
W 2012 roku został przez Singapore Rugby Union mianowany na trzy lata dyrektorem technicznym i trenerem kadr narodowych. Prowadził reprezentację rugby 7 mężczyzn m.in. w kwalifikacjach do Pucharu Świata 2013 czy Mistrzostwach Azji 2013, a męską kadrę rugby union w zwycięskim turnieju Asian Five Nations 2013 Dywizji 2, rok później utrzymując się w Dywizji 1.

## Życie prywatne
- Pochodzi z rodziny związanej z rugby: reprezentantami Tonga byli jego ojciec, Etuate, brat Stanley i kuzyni Pau'u Lolohea, Paula Kava oraz Vikilani Afeaki; jego starszy brat Lusiano występował natomiast dla Hongkongu[3]. Kolejny kuzyn, Adam Coleman, grał w australijskich zespołach Super Rugby[45].
- Uczęszczał do St. Bernard's College, a następnie ukończył studia na Uniwersytecie Wiktorii na kierunku fizjologia oraz studia podyplomowe na Swansea University[3][37].
- Reprezentował szkołę średnią na poziomie krajowym w piłce wodnej, softballu, wioślarstwie i rugby 7[37].